# Barbianello
Barbianello är en ort och kommun i provinsen Pavia i regionen Lombardiet i Italien. Kommunen hade 847 invånare (2018).